# Greif (Wappentier)

Der Greif als Wappentier (für Vorpommern im offiziellen Landeswappen von Mecklenburg-Vorpommern)

Der Greif steht in der Heraldik als Wappentier in der Reihe der gemeinen Figuren. 
Heraldische Greife sind bereits seit dem Ende des 12. Jahrhunderts bekannt. In Pommern und Mecklenburg ist er in dieser Zeit bereits nachzuweisen. Vor allem im südlichen Ostseeraum ist der Greif als Wappentier sehr verbreitet.

## Darstellung und Blason
Die Darstellung im Wappen erfolgt stets im Profil, gewöhnlich nach rechts (heraldisch) sehend und steigend. Der Kopf unterscheidet sich durch die spitzen Ohren vom Adler. Die vorgeworfenen Vorderfüße und die Flügel sind dem Adler, der ganze untere Teil des Körpers dem Löwen entlehnt. Der Schweif ist bald auf-, bald niedergeschlagen. Die Bewaffnung (Krallen, Schnabel, Zunge und Vogelbeine) wird häufig andersfarbig tingiert.

## Sonderformen

### Greifenlöwe
Der Greifenlöwe besitzt keine Flügel.

### Fischgreif
Eine Sonderform ist der Greif mit dem Unterteil als Fischschwanz. Er heißt dann Fischgreif.

### Keythong
Mit Keythong, der Begriff alce hat sich noch nicht in der Literatur verbreitet, wird in der englischen Heraldik ein Fabelwesen bezeichnet, das dem Wappentier Greif ähnlich ist. Diesem wenig verbreiteten Wappentier fehlen die Flügel und es ist gehörnt. In Beschreibungen ist es ein flügelloser männlicher Greif. Die Besonderheit sind die aus dem Körper austretenden goldenen Strahlen, welche kein anderes Wappentier zeigt.

## Verwendung
Eine Aufstellung von in der Heraldik verwendeten Greifen bietet die Liste der Wappen mit dem Greif. Bei Vogelfuß (Heraldik) sind Greifenfüße genannt.
Der Greif ist zudem beliebter Schildhalter und wird im Oberwappen aufsteigend gezeigt. Bei dieser Darstellung werden die Farben aus dem Wappenschild übernommen, aber nicht zwangsweise. 

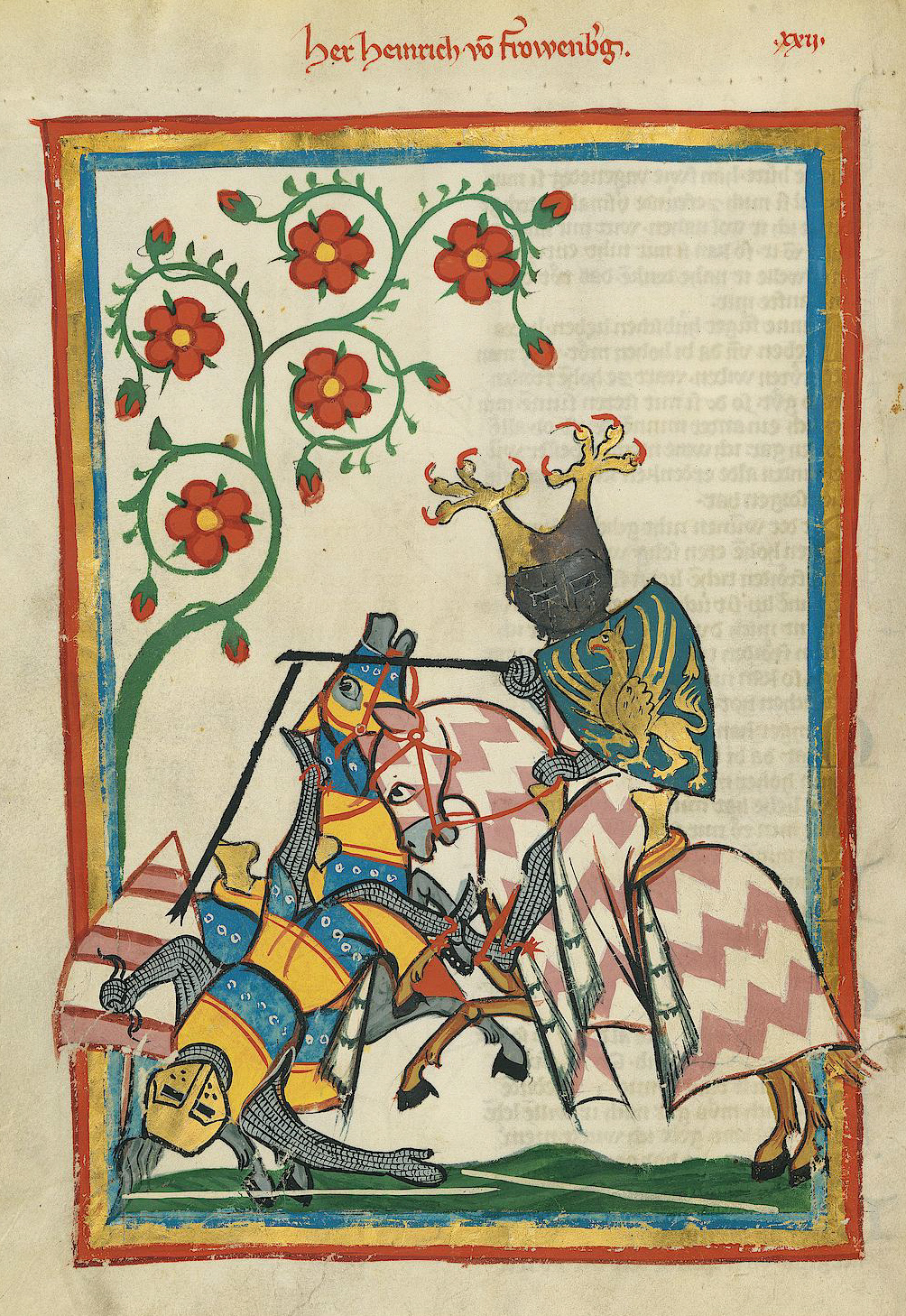
Greif im Wappen des Heinrich von Frauenberg
Greifenlöwe (Saulgrub)
Wappen der lettischen Region Latgale
Wappen der lettischen Region Vidzeme
Greifenkopf am Flügel (Landkreis Brzesko, Polen)
Fischgreif im Wappen von Darłowo (Polen)
Wappen der Kaiserin Elisabeth von Österreich-Ungarn („Sissi“): Greife als Schildhalter
Greif im Oberwappen (Osorno, Chile)